# Martin Renner
Martin Erwin Renner (* 5. Mai 1954 in Reutlingen) ist ein rechtsextremer deutscher Politiker der Alternative für Deutschland. Er war von 2015 bis 2017 Sprecher des AfD-Landesverbands Nordrhein-Westfalen und dessen Spitzenkandidat für die Bundestagswahl 2017. Seit der Bundestagswahl 2017 ist Renner Mitglied des Deutschen Bundestags.

## Leben
Martin Renner wuchs in Reutlingen auf und besuchte dort das Johannes-Kepler-Gymnasium bis zur Fachhochschulreife. Anschließend studierte er Betriebswirtschaftslehre an der Fachhochschule Reutlingen. Später wurde er Marketingdirektor eines Frankfurter Pharmazie- sowie Kosmetikunternehmens und übersiedelte nach Haan. In Haan betrieb er eine Marketing- und Kommunikationsagentur, die für internationale Pharma- und Kosmetikkonzerne Kommunikationsstrategien entwickelte. Er war Mitglied im Kirchenvorstand der Haaner katholischen Kirchengemeinde St. Chrysanthus und Daria.
Renner ist verheiratet und hat zwei erwachsene Kinder. Er lebt in Haan.

## Politik
Renner war von 1998 bis 2005 Mitglied der CDU. Aufgrund der von Bundeskanzlerin Merkel als alternativlos dargestellten Rettungsschirm-Politik der EU für Griechenland trat er 2012 der Wahlalternative 2013 von Bernd Lucke bei, deren NRW-Landesbeauftragter er im November 2012 wurde und deren Sprecherrat er angehörte. Anfang 2013 war er einer der 15 Gründungsinitiatoren sowie Mitglied im Gründungsvorstand der Partei Alternative für Deutschland, wobei er im Auftrag der Initiatoren auch den Parteinamen entwickelte und das Logo entwarf. Renner organisierte den Gründungsparteitag des nordrhein-westfälischen Landesverbands der AfD und wurde dort zum stellvertretenden Landessprecher gewählt.
Er kandidierte bei der Bundestagswahl 2013 erfolglos für das Direktmandat im Bundestagswahlkreis Essen III. Von 2015 bis zum Oktober 2017 war er Co-Sprecher des AfD-Landesverbands Nordrhein-Westfalen; nach dem Parteiaustritt Marcus Pretzells im Oktober 2017 bis zur Vorstandswahl im Dezember 2017, bei der er nicht mehr antrat, amtierte er allein. Er wurde Ende Februar 2017 von der Landeswahlversammlung in Essen in einer Stichwahl mit 179 zu 167 Stimmen zum Spitzenkandidaten der AfD in Nordrhein-Westfalen für die Bundestagswahl 2017 gewählt. Er wurde allgemein als Gegenkandidat zu Marcus Pretzell gesehen. Über die Landesliste zog er als Abgeordneter in den Deutschen Bundestag ein. Im 19. Deutschen Bundestag war Renner ordentliches Mitglied im Ausschuss für Kultur und Medien, sowie im Kuratorium der Bundeszentrale für politische Bildung. Zudem gehörte er als stellvertretendes Mitglied dem Ausschuss für die Angelegenheiten der Europäischen Union an.
Im Dezember 2017 hob der Bundestag die Immunität Renners im Rahmen eines laufenden Strafverfahrens auf. Hintergrund dafür ist laut WDR die Teilnahme an einer nicht genehmigten Demonstration in Bochum aus dem Jahr 2015. Renner hatte die Aufhebung der Immunität zuvor beantragt, um nach einer erstinstanzlichen Verurteilung Berufung einzulegen. Das Verfahren wurde schließlich gegen Zahlung einer Geldbuße an eine gemeinnützige Einrichtung eingestellt, die Höhe der Geldbuße ist nicht bekannt.
Seit 2019 ist Martin Renner Mitglied der Deutsch-Französischen Parlamentarischen Versammlung.
Bei der Bundestagswahl 2021 zog Renner über Listenplatz 4 der nordrhein-westfälischen Landesliste erneut in den Bundestag ein.
Im November 2022 wurde Renners Immunität erneut aufgehoben. In diesem Rechtsstreit geht es um eine Anzeige einer Verkäuferin in Bezug zu der Maskenpflicht während der COVID-19-Pandemie. Renner soll am 5. Februar 2021 einen Tabakwarenladen in Haan mit einer Stoffmaske betreten haben und durch die Verkäuferin und den Inhaber aufgefordert worden sein, eine medizinische Maske zu tragen. Zu dem Zeitpunkt waren medizinische Masken für Besuche in Geschäften über die Corona-Schutzverordnung in NRW verpflichtend. Daraufhin soll Renner der Verkäuferin und dem Inhaber den Mittelfinger gezeigt und den Tabakwarenladen verlassen haben. Das Amtsgericht Mettmann verurteilte ihn wegen Beleidigung zu 30 Tagessätzen je 300 Euro, insgesamt 9.000 Euro. Laut Renner habe er keinen Mittelfinger gezeigt, sondern sei selbst von dem Inhaber und der Verkäuferin beleidigt worden. Das Urteil ist (Stand Ende Dezember 2022) noch nicht rechtskräftig.

## Positionen
Renner schreibt regelmäßig Meinungsartikel auf dem rechtsextremen Blog „Politically Incorrect“; er distanziert sich zwar vom Tonfall Björn Höckes, wird aber dennoch dem Rechtsaußen-Flügel der AfD zugeordnet.
Renner sagte in Bezug auf die Geschichtskultur, die „Schuldkult-Hypermoralisierung“ müsse beendet werden. Für die AfD forderte er, sie müsse „systemgenetisch eine rechte Partei sein“. Renner hatte sich nach einer von einer breiten Öffentlichkeit als antisemitisch und rechtsextrem eingeordneten Rede von Björn Höcke hinter dessen Aussagen gestellt. Renner sagte im Februar 2017, dass er selbst schon seit Jahren den Schuldkult beklage, nur die Form des Vortrages von Höcke sei ein Fehler gewesen.
In einer Rede zum Bundeshaushalt behauptete Renner, die eigene Kultur werde missachtet, das „Fremde“ verherrlicht, über dem Kulturetat liege „Krematoriumsasche“, kurz: Deutschland werde abgeschafft. Die Kolumnistin Katja Thorwarth stellte daraufhin in der Frankfurter Rundschau die Frage, wie „die ‚Krematoriumsasche‘ zu verstehen sei, die scheinbar für eine Kultur sorge, die Deutschland abzuschaffen gedenke“. „Viel Interpretationsspielraum“ gebe es hier nicht.
Nachdem Joe Biden als Sieger der Präsidentschaftswahl in den Vereinigten Staaten 2020 feststand und die AfD-Fraktionsvorsitzenden Gauland und Weidel ihm gratulierten, twitterte Renner, wer Biden „grundlos bereits jetzt“ gratuliere, habe „entweder keinen blassen Schimmer von der aktuellen politischen Situation oder er will sich seine pfründegefüllten Schüsselchen sichern“. Als am Tag vor dem Sturm auf das Kapitol in Washington Tausende Demonstranten nach Washington strömten und sich bereits eine Eskalation abzeichnete, schrieb Renner auf seiner Facebook-Seite: „Dies irae … Tag der Rache …“ Entweder, so Renner, werde „hier am 6.1.2021 die westliche Demokratie, also die Freiheit, das Recht und die Ordnung, für alle Welt in die Gruft getreten – oder das Recht obsiegt – und wird ein Menetekel für alle öko-sozialistischen, globalistischen, dem Korporatismus huldigenden Staatswesen der westlichen Welt – so auch für Deutschland“.